# 36 (liczba)
36 (trzydzieści sześć) – liczba naturalna następująca po 35 i poprzedzająca 37.
Cechą podzielności przez 36 jest to, aby liczba była podzielna przez 9 i przez 4 równocześnie.

## 36 w nauce
- liczba atomowa kryptonu
- obiekt na niebie Messier 36
- galaktyka NGC 36
- planetoida (36) Atalante

## 36 w kalendarzu
36. dniem w roku jest 5 lutego. Zobacz też co wydarzyło się w 36 roku n.e.

## 36 w kulturze
- 36 – film francuski z 2004 roku
- The 36th Chamber of Shaolin – film kung fu z 1978 roku
- 36 Chambers Records – wytwórnia płytowa
- Enter the Wu-Tang (36 Chambers) – debiutancki album Wu-Tang Clanu